# اوندنس
اوندنس (به سوئدی: Undenäs) یک منطقهٔ مسکونی در سوئد است که در بخش کارلسنبوری شهرستان وسترا یوتلاند واقع شده‌است. اوندنس ۰٫۶۱ کیلومتر مربع مساحت و ۲۳۷ نفر جمعیت دارد.